# Rio Grande Valley Vipers 2014-2015
La stagione 2014-15 dei Rio Grande Valley Vipers fu l'8ª nella NBA D-League per la franchigia.
I Rio Grande Valley Vipers arrivarono terzi nella Southwest Division con un record di 27-23, non qualificandosi per i play-off.

## Roster
| N° | Naz.                   | Ruolo | Sportivo        | Anno | Alt. | Peso |
| -- | ---------------------- | ----- | --------------- | ---- | ---- | ---- |
| 2  | Stati Uniti (bandiera) | G     | Isaiah Canaan   | 1991 | 183  | 85   |
| 4  | Stati Uniti (bandiera) | G     | Nick Johnson    | 1992 | 191  | 91   |
| 6  | Stati Uniti (bandiera) | G     | Akeem Richmond  | 1991 | 183  | 82   |
| 7  | Stati Uniti (bandiera) | A     | Tyrone White    | 1990 | 201  | 84   |
| 9  | Stati Uniti (bandiera) | G     | Jaron Johnson   | 1992 | 193  | 91   |
| 10 | Stati Uniti (bandiera) | G     | Jarvis Threatt  | 1993 | 188  | 75   |
| 11 | Stati Uniti (bandiera) | G     | Travis Bader    | 1991 | 196  | 86   |
| 11 | Stati Uniti (bandiera) | G     | Gary Talton     | 1990 | 185  | 74   |
| 15 | Stati Uniti (bandiera) | GA    | Chris Johnson   | 1990 | 198  | 91   |
| 17 | Stati Uniti (bandiera) | G     | Toure' Murry    | 1989 | 196  | 88   |
| 18 | Stati Uniti (bandiera) | A     | Raphiael Putney | 1990 | 206  | 84   |
| 19 | Stati Uniti (bandiera) | GA    | Glen Rice       | 1991 | 198  | 93   |
| 20 | Stati Uniti (bandiera) | G     | Geron Johnson   | 1992 | 191  | 88   |
| 21 | Stati Uniti (bandiera) | A     | Earl Clark      | 1988 | 208  | 106  |
| 22 | Stati Uniti (bandiera) | A     | Chase Behanan   | 1992 | 198  | 111  |
| 23 | Panama (bandiera)      | A     | Tony Bishop     | 1989 | 201  | 100  |
| 24 | Stati Uniti (bandiera) | A     | Akil Mitchell   | 1992 | 206  | 104  |
| 32 | Svizzera (bandiera)    | A     | Clint Capela    | 1994 | 208  | 96   |

## Staff tecnico
- Allenatore: Nevada Smith
- Vice-allenatori: Justin Jackson, Chris Johnson, Jason Young
- Preparatore atletico: Long Lam